# Александровское сельское поселение (Тевризский район)
Александровское се́льское поселе́ние — муниципальное образование в Тевризском районе Омской области Российской Федерации.
Административный центр — село Александровка.

## История
Статус и границы сельского поселения установлены Законом Омской области от 30 июля 2004 года № 548-ОЗ «О границах и статусе муниципальных образований Омской области»

## Население
| 2010 | 2011 | 2012 | 2013 | 2014 | 2015 | 2016 |
| ---- | ---- | ---- | ---- | ---- | ---- | ---- |
| 150  | →150 | ↘149 | ↗161 | ↗166 | ↗168 | ↘161 |
| 2017 | 2018 | 2019 | 2020 | 2021 | 2023 |      |
| ↘158 | ↘152 | ↘142 | ↘129 | ↘82  | ↘76  |      |

## Состав сельского поселения
| № | Населённый пункт | Тип населённого пункта       | Население |
| - | ---------------- | ---------------------------- | --------- |
| 1 | Александровка    | село, административный центр | ↘80       |
| 2 | Фёдоровка        | деревня                      | ↘70       |